# Assemini
Assemini est une ville italienne d'environ 26 800 habitants, située dans la ville métropolitaine de Cagliari en Sardaigne.

## Administration
| Période                                  | Période | Identité | Étiquette | Qualité |
| ---------------------------------------- | ------- | -------- | --------- | ------- |
|                                          |         |          |           |         |
| Les données manquantes sont à compléter. |         |          |           |         |

### Communes limitrophes
Cagliari, Capoterra, Decimomannu, Elmas, Nuxis, San Sperate, Santadi, Sarroch, Sestu, Siliqua, Uta, Villa San Pietro

### Évolution démographique
Habitants recensés